# Festival international de films de femmes de Créteil 1992
 (mai 2025).
Si vous disposez d'ouvrages ou d'articles de référence ou si vous connaissez des sites web de qualité traitant du thème abordé ici, merci de compléter l'article en donnant les références utiles à sa vérifiabilité et en les liant à la section « Notes et références ».
La 14e édition du Festival international de films de femmes de Créteil se tient à la Maison des arts et de la culture à Créteil, préfecture du département du Val-de-Marne, du 10 au 20 avril 1992,.

## Palmarès
- Grand Prix du Jury – Meilleur long métrage de fiction : Freud quitte la maison (Freud flyttar hemifran) de Susanne Bier (Suède)
- Mention spéciale Grand Jury et Prix du Public – Meilleur long métrage de fiction : Dream on d'Amber Production Team (Grande-Bretagne)
- Prix AFJ – Meilleur long métrage documentaire : Transit levantkade de Rosemarie Blank (Pays-Bas)
- Mention spéciale AFJ et Prix du Public – Meilleur long métrage documentaire : Mizike mama de Violaine de Villers (Belgique)
- Prix Graine de Cinéphage – Meilleur long métrage de fiction : Les Sauf-conduits de Manon Briand (Canada/Québec)
- Mention spéciale Graine de Cinéphage : Les Diables, les diables (Diably, Diably) de Dorota Kedzierzawaska (Pologne)
- Prix Programmes courts et créations CANAL + Meilleur court métrage : Bravo papa 2040 de Suzanne Franzel (Allemagne)
- Prix du Public – Meilleur court métrage étranger : Khush de Pratibha Parmar (Grande-Bretagne)
- Prix du Public – Meilleur court métrage français : Scènes de ménage de Claire Simon (France)